# Dysphania flavicorpus
Dysphania flavicorpus är en fjärilsart som beskrevs av W. Warren 1909. Dysphania flavicorpus ingår i släktet Dysphania och familjen mätare. Inga underarter finns listade i Catalogue of Life.